# Parc naturel régional de Portneuf
Pour les articles homonymes, voir Portneuf.
Le parc naturel régional de Portneuf est un parc régional québécois (Canada) s'étendant dans cinq municipalités de la partie nord-ouest de la municipalité régionale de comté (MRC) de Portneuf: Saint-Ubalde, Saint-Alban, Saint-Casimir, Portneuf et Rivière-à-Pierre. Ce parc est administré sur la base d'une entreprise d’économie sociale avec mission de faire visiter un territoire exceptionnel et de contribuer à la préservation et à sa mise en valeur.
Le territoire du parc s'avère un lieu d’observation, de loisirs et d’apprentissage à cause des attraits géomorphologiques particuliers.
Inauguré officiellement à l'été 2014, ce parc récréo-touristique couvre 70 km2 composé de terres publiques, de terrains municipaux et privés. L’équipe de mise en œuvre du parc s'était rassemblé autour d’un objectif commun: une gestion régionale concertée, créatrice de retombées positives tout en préservant le caractère naturel du parc.

## Principales activités
Les activités du parc se déroulent principalement à Saint-Alban, Saint-Ubalde et Saint-Casimir. Une portion du lac Montauban est situé dans les municipalités de Portneuf et Rivière-à-Pierre.
En toutes saisons, ce parc offre des activités diverses axées sur la nature, notamment:
- en hiver: ski de fond, raquettes et escalade de glace. Note: le Centre de ski de fond Les Portes de l'Enfer situé au 5e rang à Saint-Alban offre des pistes et un relais chauffé;
- en été: randonnée pédestre, hébertisme, spéléologie, escalade, circuit canot-portage, canot-camping, kayak, planche à pagaie, rabaska, radeau pneumatique, pêche, photographie de la faune et de la nature...

Note: Les visiteurs peuvent aussi faire de la motoneige et conduire leur Quad/VTT dans les sentiers.
Le parc offre aussi des sorties en groupe dans la nature. Le parc est doté d'aire de pique-nique, de rampes de mise à l'eau, d'une salle pour réception, réunion ou congrès.

## Principaux attraits
Ce parc comporte 70 km de sentiers pédestres. Les 15 sentiers du parc sont:
Secteur des lacs Long et Montauban
- Des Chutes à Marcotte: 7.4 km
- Des Marmites: 725 m
- Des Sommets: 8 km
- Des Cascades: 3 km
- De la Montagne de la Tour: 5.5 km
- De la rivière Noire: 3 km
- De la glacière: 5,6 km
- De la Traverse

Secteur des lacs
- De la Traverse: 3.2 km
- Sept Merveilleux: 9.9 km

Secteur du Lac Carillon
- Sentier Montauban/limite Mékinac: 1,4 km
- De l'Ours: 3,7 km
- Du Geai: 5 km
- Du Lièvre: 3,5 km
- Du Vison: 2 km
- Sentier vélo/pédestre Carillon/Lac Blanc: 5,1 km

Les visiteurs peuvent contempler le paysage pittoresque au belvédère du lac Carillon ou celui de la Montagne de la Tour.
Les lacs Long et Montauban s'avèrent les principaux attraits géomorphologiques. Tout autour, le parc comporte beaucoup d'autres petits lacs et rivières où les visiteurs y trouvent la quiétude et un rapport particulier avec la nature. La falaise grandiose et immense du lac Long vaut le détour.
Le parc offre un centre d'interprétation, une visite à une ancienne centrale hydroélectrique et la visite de la grotte Le Trou du Diable de Saint-Casimir. 

## Faune
La faune et la flore sont omniprésentes dans le parc. Ce territoire est fréquenté notamment par le faucon pèlerin. Ce parc constitue une aire de confinement du cerf de Virginie.
Dans les lacs et rivières, le touladi y est bien présent.

## Hébergements
Ce parc met à la disposition des visiteurs:
- des chalets locatifs,
- des tentes prêt-à-camper dans les secteurs: Lac Long, Lac Carillon et des Gorges;
- 100 sites de camping rustique.